# Hidrosfera
Hidrosfera (grč. μπάλα νερό; „vodena kugla”) je vodeni omotač koji obuhvaća svu vodu, ispod i iznad Zemljine površine bez obzira u kakvom se agregatnom stanju nalazi. To uključuje sve tekuće i smrznute površinske vode, podzemne vode zadržane u tlu i stijenama te vodenu paru u atmosferi. Voda neprestano kruži između ovih vodnih retencija (rezervoara) u tzv. hidrološkom ciklusu koji energiju dobiva iz Sunca.